# Oncometopia melichari
Oncometopia melichari är en insektsart som beskrevs av Schröder 1959. Oncometopia melichari ingår i släktet Oncometopia och familjen dvärgstritar. Inga underarter finns listade i Catalogue of Life.